# Kohlhof (Neunkirchen)
Kohlhof (ⓘ) ist ein südöstlich der Innenstadt gelegener Stadtteil von Neunkirchen (Saar), der ähnlich wie die unmittelbar benachbarten Stadtteile Furpach und Ludwigsthal heute Wohnzwecken dient. In Abgrenzung zu dem benachbarten Limbacher Ortsteil Bayerisch Kohlhof wurde der zu Neunkirchen gehörende Kohlhof früher auch Preußisch Kohlhof genannt. Von 1816 bis 1918 verlief hier die Grenze zwischen dem Königreich Preußen und dem Königreich Bayern.

## Geschichte
Auf der Gemarkung traten eine Reihe vor- und frühgeschichtlicher Funde zutage. Die moderne Geschichte beginnt mit dem seit 1718 namentlich genannten Kohlhof, der zunächst eine zum benachbarten Forbacherhof (heute Gutshof Furpach) gehörende Annexe bildete. 1755 wurde die Grenze zwischen Nassau-Saarbrücken und Pfalz-Zweibrücken verändert, und der südöstlichste Teil der Furpacher Gemarkung gelangte im Rahmen eines Gebietsaustausches an Pfalz-Zweibrücken. Auf diesem Gebietsstreifen errichtete im Jahr 1763 der Gemeinsmann Wilhelm Hauser aus Altstadt ein Anwesen, aus dem sich die heutige Siedlung Bayerisch Kohlhof entwickelte, die 1833 elf Einwohner und 1880 acht Wohnhäuser zählte. Auf Nassau-Saarbrückischer Seite wurde 1764 ein neuer Hof, der Neue Kohlhof oder Kohlhöfer Torhaus, von Phillip Jakob Sauerbrey angelegt.   Das Haus befindet sich bis heute in Familienbesitz. Von der ursprünglichen Bausubstanz ist noch ein Gewölbekeller und ein Brunnen vorhanden. Dessen Gemarkung wurde vor 1768 von der Furpacher Gemarkung abgeteilt, jedoch vor 1845 wieder mit der Furpacher Gemarkung verbunden. Die auf der alten Furpacher Gemarkung entstehende Gemeinde führte den Namen Kohlhof, zur Unterscheidung auch Preußisch Kohlhof, und wuchs im 19. Jahrhundert aus mehreren Siedlungskernen allmählich zu einer Siedlung heran, die 1822 40 und 1880 211 Einwohner zählte. Die einzelnen Siedlungskerne waren:
- Forbacherhof, seit 1899 Haus Furpach, 1904 von der Gemeinde Neunkirchen angekauft, seit 1936 Anlage einer Wohnsiedlung, heute Stadtteil Furpach
- Neuer Kohlhof oder Kohlhöfer Torhaus an der Kreuzung Niederbexbacher Straße / Torhausweg
- Rathshütte, später Goldene Bremm, heute Höfchen an der Limbacher Straße
- Böhlershaus, mundartlich Biehlers-Haus, später Brückweiherhof an der Limbacher Straße
- Kohlhofer Torhaus oder Lützelholzer Torhaus, später Sauerbrey-Haus an der Niederbexbacher Straße

1920 wurde ein Begräbnisplatz für beide Konfessionen angelegt. Die Gemeinde Kohlhof schloss sich im Jahr 1922 mit Neunkirchen, Niederneunkirchen und Wellesweiler zur neuen Gemeinde Neunkirchen zusammen, die im gleichen Jahr Stadtrechte erhielt. Der Vaterländische Frauenverein vom Roten Kreuz errichtete am Brückweiherhof als Erholungsheim für Frauen und Kinder und Altenheim das Berthaheim, die spätere Kinderklinik. 1934 wurde in Kohlhof die katholische Kirche St. Georg errichtet. Anlässlich der Gebiets- und Verwaltungsreform im Saarland wurden am 1. Januar 1974 die Mittelbexbacher Annexe Ludwigsthal, die Niederbexbacher Annexe Hirschbergsiedlung und die Limbacher Annexe Bayerisch Kohlhof zur Stadt Neunkirchen geschlagen und wechselten zugleich die Kreiszugehörigkeit. Nach Protesten, politischen und verwaltungsrechtlichen Auseinandersetzungen kam Bayerisch Kohlhof, jedoch nur die Wohnbebauung und ein Teil der Gemarkung, am 1. April 1985 wieder zum Ortsteil Limbach der Gemeinde Kirkel zurück.

## Wirtschaft und Infrastruktur
Kohlhof liegt zehn Kilometer von der Innenstadt von Neunkirchen entfernt. Über die Bundesautobahn 8 und die Bundesautobahn 6 besteht eine außerordentlich gute Verkehrsanbindung nach allen vier Himmelsrichtungen, die von Nah- und Fernpendlern genutzt wird. Die am Ortsrand von Kohlhof gelegene ehemalige Kinderklinik Kohlhof war weithin bekannt. Mit Beginn des Jahres 2009 wurde ein neues Klinikgebäude errichtet, wohin das Neunkircher St. Josef-Krankenhaus umzog. Seit Januar 2011 sind in der neuen Verbundklinik die ehemalige Kinderklinik Kohlhof und das ehemalige St. Josef-Krankenhaus Neunkirchen als Marienhausklinik St. Josef Kohlhof unter einem Dach vereint.
| Jahr      | 1840 | 1880 | 1951 | 1977  | 1988  | 2000  | 2015  |
| --------- | ---- | ---- | ---- | ----- | ----- | ----- | ----- |
| Einwohner | 105  | 207  | 641  | 1.381 | 1.496 | 1.762 | 1.675 |

## Persönlichkeiten
- Adalbert Deckert (1884–?), Mathematiker, Physiker und Hochschullehrer